# Solflugsnappare
Solflugsnappare (Ficedula zanthopygia) är en asiatisk fågel i familjen flugsnappare inom ordningen tättingar, nära släkt med narcissflugsnapparen. Den häckar i bergstrakter i nordöstra Asien. Vintertid flyttar den till Sydostasien. Beståndet tros vara livskraftigt.

## Utseende och läten
Solflugsnappare är en medelstor (13-13,5 cm), färgglad flugsnappare med gul övergump och vit vingfläck. Hanen är svart ovan med vitt ögonbrynsstreck. Undertill är den gul (sommartid med orange anstrykning), undergumpen vit. Honan är matt olivgrå ovan. Sången som framförs även under hösten och tidig vinter är en serie rätt mörka och melodiska visslingar. Lätet är ett torrt och kort "trrrt".

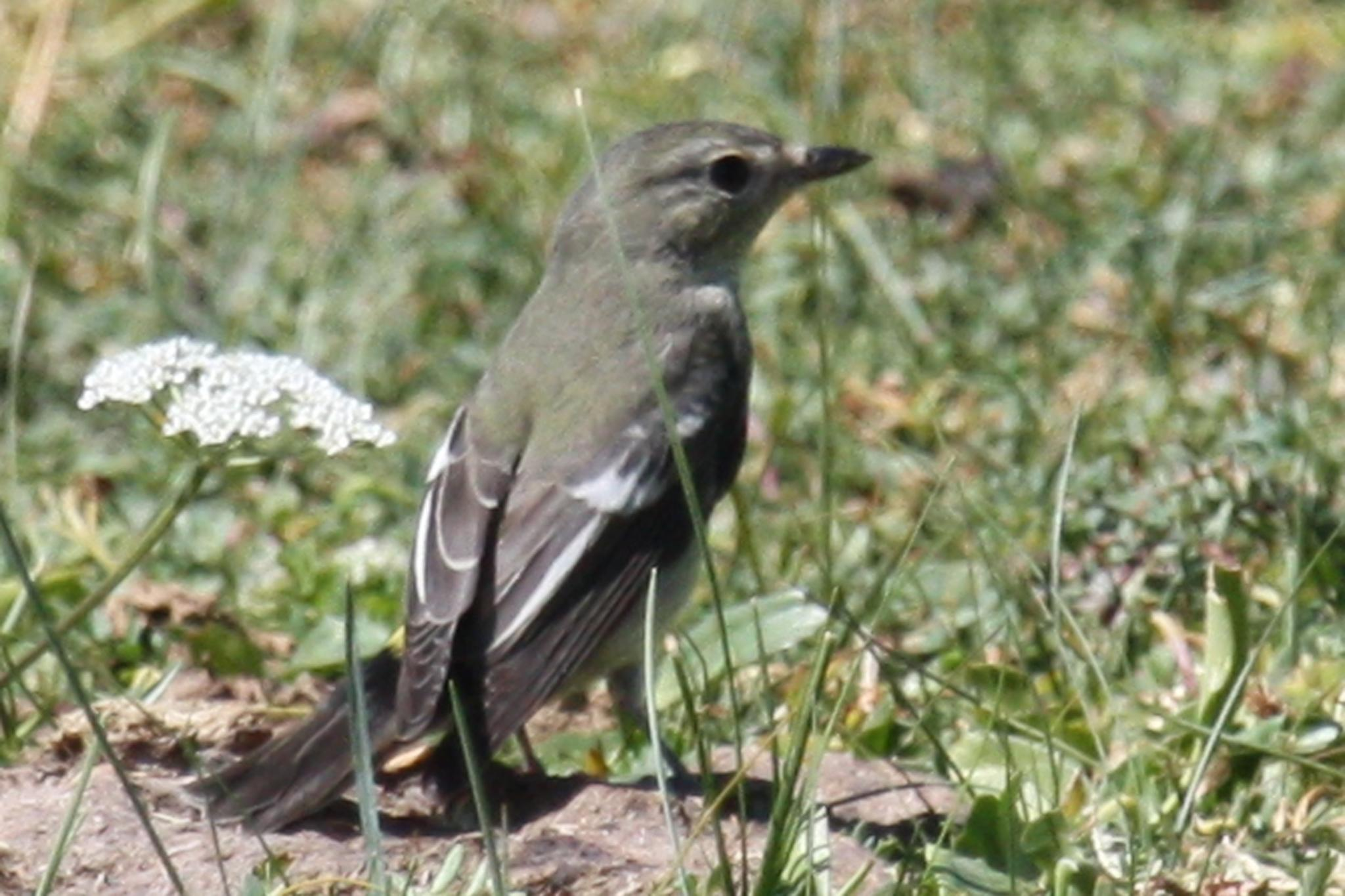
Hona.

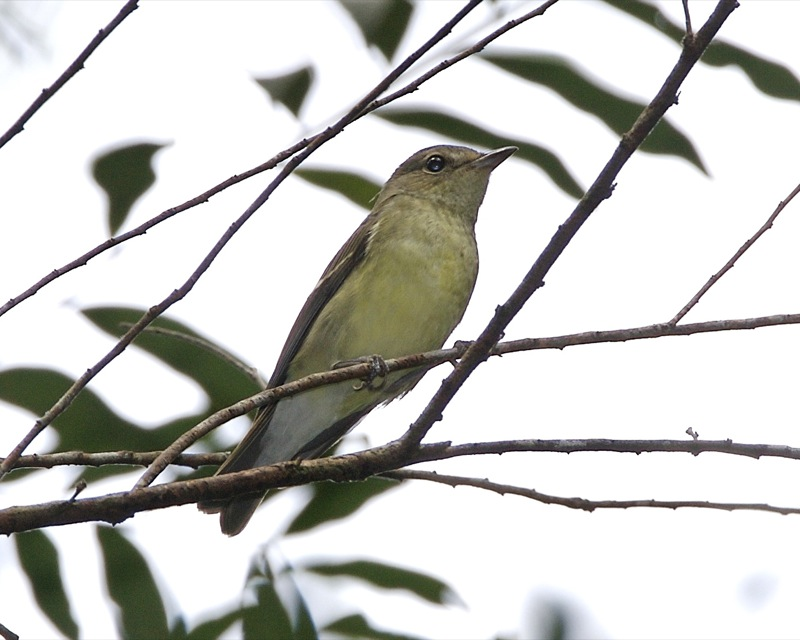
Hona.

## Utbredning och systematik
Fågeln häckar i bergstrakter i nordöstra Asien, från östra Transbajkal och östra Mongoliet österut till sydöstra Ryssland (södra Amurland och södra Ussuriland) samt söderut till centrala och östra Kina samt Korea. Vintertid flyttar den till Sydostasien och Stora Sundaöarna. Tillfälligt har den påträffats i Japan och Sri Lanka. 
Solflugsnappare är mycket nära släkt med narcissflugsnappare (Ficedula narcissina) och har tidigare ansetts som underart till denna. Den behandlas som monotypisk, det vill säga att den inte delas in i några underarter.

## Levnadssätt
Solflugsnappare häckar i städsegrön skog, i östra Ryssland gärna i frodig växtlighet utmed vattendrag. Under flyttningen ses den även i parker, trädgårdare och plantage. Den lever av små ryggradslösa djur, men intar också köttiga frukter och bär, framför allt från Macaranga javanica. Fågeln häckar från slutet av maj till juli. Den bygger ett skålformat bo av mossa, gräs och växter som placeras i ett trädhål eller på en gren. Den häckar även i fågelholkar.

## Status och hot
Arten har ett stort utbredningsområde och en stor population med stabil utveckling och tros inte vara utsatt för något substantiellt hot. Utifrån dessa kriterier kategoriserar internationella naturvårdsunionen IUCN arten som livskraftig (LC).